# Balthazar Baro
Balthazar Baro (Valence, Drome, 1596-París, 1650) fue un poeta, novelista y dramaturgo francés.
Hijo de Hercule Baro, profesor universitario, realizó sus estudios primero Tournon-sur-Rhône y luego en Valence, en donde se graduó de Doctor en Derecho en 1615. Fue secretario del escritor Honoré d'Urfé, que seguramente conoció en Tournon pues fueron al mismo colegio. A la muerte de su maestro, le tocó completar L'Astrée, novela de aventuras que quedó inconclusa y a la que luego, en 1628 y a pedido de Gabrielle d'Urfe y de Marie-Christine de France (hermana del rey Luis XIII y princesa del Piemonte), dio una continuación inspirada en las memorias de Urfé. 
Se radicó en París, en donde frecuentó a Madame de Chevreuse, enemiga declarada del Cardenal Richelieu, Secretario de Estado y creador de la Academia Francesa. El inmenso éxito de L'Astrée, sin embargo, le abrió las puerta de la prestigiosa institución en 1636, en donde ocupó el sillón 38 en reemplazo de Granier y examinó los versos del Mio Cid.
Fue el gentilhombre de Mademoiselle de Montpensier, y tuvo, hacia el final de su vida dos empleos: procurador en Valence y tesorero de Francia en Montpellier.
La obra de Balthazar Baro está compuesta, entre otros, de cuatro poemas dramáticos, tres tragedias, dos odas, una pastoral, y un poema heroico. Este último, Célinde, aparecido en 1629, comprende cinco actos en prosa en medio de los cuales el poeta introduce un pasaje de casi trescientos versos evocando la tragedia de Holofernes y que constituye la primera aparición en Francia del "teatro en el teatro". De todas formas, según Paul Pellisson, « su más grande y principal obra fue la conclusión de L'Astrée, en la que aparece inspirado por el genio de su maestro »[1].
En su Cyrano[2], Edmond Rostand evocó burlonamente una representación de La Clorise de Baro, que tiene lugar en el Hotel de Bourgogne. En la sala, se escucha el famoso diálogo :
Joven hombre a su padre:
- ¿Qué nos van a actuar?

Burgués:
- Clorise

Joven hombre:
- ¿De quién es?

Burgués:
- Del señor Balthazar Baro. ¡ Es una gran obra !

## Obras
- L'Astrée de Messire Honoré d'Urfé (1618-28) (5 volúmenes),
- Célinde, poema heroico (1629),
- La Clorise, pastoral (1632),
- Contre l'autheur d'un libelle, oda para Monseñor, el Eminentísimo Cardenal-Duque de Richelieu (1637),
- La Parthénie, dedicada a Mademoiselle (1642),
- La Clarimonde, dédicada a la Reina (1643),
- Le Prince fugitif, poema dramático en cinco actos (1649),
- Sainct Eustache martyr, poema dramático (1649),
- Cariste, ou les Charmes de la beauté, poema dramático (1651),
- Rosemonde, tragedia (1651),
- L'Amante vindicative, poema dramático (1652),